# Rosport-Mompach
Rosport-Mompach es una comuna de Luxemburgo ubicada en el cantón de Echternach.

## Historia
La comuna fue creada el 1 de enero de 2018 con la fusión de las comunas de Rosport y Mompach.

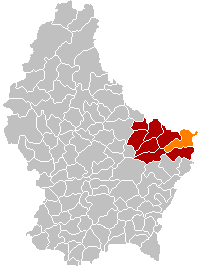
Rosport
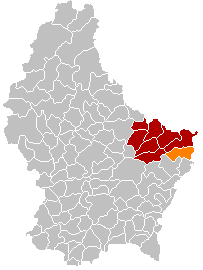
Mompach
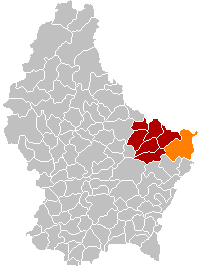
Rosport-Mompach

## Localidades
- Born
- Boursdorf
- Dickweiler
- Girst
- Herborn
- Hinkel
- Moersdorf
- Mompach
- Osweiler
- Rosport
- Steinheim
- Girsterklaus
- Lilien